# Topspin (attractie)
Een topspin is een kermis- en themaparkattractie die haar intrede heeft gedaan in 1990. De attractie is ontwikkeld door het bedrijf HUSS Park Attractions.

## Attractieomschrijving

### Bouw
Een topspin lijkt qua bouw op een schommelschip. De attractie bestaat namelijk ook uit een bank die gedragen wordt door twee armen die aan de uiteinden van de bank zitten en die kunnen ronddraaien. De armen zitten weer vast aan palen die vast aan de grond staan. Het verschil is echter dat een schommelschip smal en lang is, en dat de bank van een topspin kort en breed is. Daarnaast gebeurt ook de aandrijving van een topspin bovenaan, en heeft een topspin contragewichten aan de bovenkant van de armen.

### Werking
Net zoals bij het schommelschip, kan de bank langzaam heen en weer schommelen. Echter kan de bank van een topspin los van de armen zelf ook bewegen en rotaties maken van 360°. Die armen kunnen ook rotaties van 360° maken. Het effect in een topspin wordt versterkt doordat er soms fonteinen onder de bank staan waarvan het water de passagiers raakt, hierbij wordt de bank vastgezet.
Een vergrendelingssysteem zorgt ervoor dat de bank op ieder moment van de rit kan worden vastgezet, als de armen dan roteren gaan de passagiers over de kop. Meestal volgen er enkele rotaties van 360° als de gondel ontgrendeld wordt. Het systeem wordt ook gebruikt om de gondel te doen stoppen met zwaaien, het remmen zorgt soms voor veel lawaai.

## Soorten

### Basismodellen
Er bestaan vier soorten topspins:
- Topspin 1: dit is de 'standaard' topspin zoals op de afbeelding.
- Topspin 2: deze is een stuk minder hoog en ook de gondel is minder groot. Bij de Topspin 2 kan de gondel bijna oneindig rotaties maken, ook is deze versie makkelijker op te bouwen en af te breken waardoor deze versie vaker op kermissen verschijnt.
- Giant topspin: een 'uitvergrote' versie van een 'normale' topspin. (geen model van dit type meer operationeel)
- Suspended Top Spin: een topspin zonder vloer, waarbij bezoekers met de rug naar elkaar zitten. De eerste attractie van dit type is Talocan in het Duitse attractiepark Phantasialand. Op 15 maart 2025 opende een tweede attractie van dit type, Toxicator in het Britse attractiepark Alton Towers.

### Variant: schuine topspin
Bij een topspin draaien beide armen steeds gelijk. Daardoor blijft de bank steeds horizontaal hangen. Er bestaat ook een variant op de topspin die door andere bouwers gemaakt wordt (bijvoorbeeld Waikiki Wave van Vekoma en Zamperla) waar de armen verschillend kunnen draaien, waardoor de gondel schuin kan komen te hangen. Deze variant wordt ook wel Super Nova genoemd.